# تحالف قبائل اليمن
تحالف القبائل اليمنية، هو تحالف من القبائل اليمنية تم تشكيله في 30 يوليو 2011 في صنعاء للدفاع عن المحتجين المشاركين في ثورة الشباب اليمنية ضد حكومة الرئيس علي عبد الله صالح. يترأس التحالف الشيخ صادق الأحمر شيخ قبلية حاشد، الذي أعلن دعمه لمطالب الإطاحة بصالح وأبنائه من السلطة.، ويضم التحالف 116 عضو.

## إعلان التحالف
في مكتب اللواء علي محسن الأحمر، أحد المؤيدين للثورة البارزين من الجيش الذي يقود الفرقة الاولى مدرع، أعلن «تحالف القبائل اليمنية» يوم 30 يوليو 2011. وعيَّن صادق الأحمر رئيساً له.
وقال صادق الأحمر بعد تعيينه: "لن يحكمنا علي صالح وأنا على قيد الحياة." وتعهد زعماء القبائل في التحالف "للحماية والدفاع عن ثورة الشباب اليمنية". وأعلن التحالف أيضا ترتيب أمني جماعي مع الثورة اليمنية وحذر أن أي عدوان أو تهديد ضد ساحات الاعتصام سينظر هجوم ضد القبائل."
في بيان له يوم 7 أغسطس 2011، حذر التحالف الحكومة من القيام بعمليات عسكرية في منطقة الحصبة في وسط صنعاء، والتي يتواجد فيها مسلحي القبائل ومنزل الشيخ صادق الأحمر، ودعا البيان رجال القبائل للدفاع عن مناطق المدينة التي تتواجد فيها المعارضة اليمنية بأي وسيلة ضرورية.

## التكوين
قوة التحالف الدقيقة غير معروفة، ولكن في حفل إنشاء التحالف في صنعاء، حضر بين 500 و600 من مشائح القبائل، ويضم التحالف قبائل حاشد التي تؤيد الثورة ضد الحكومة على الرغم من كونها قبيلة صالح نفسه، كما يضم قبائل بكيل أحد أكبر قبائل اليمن وقد اشتبك مسلحي القبائل مع القوات الموالين للحكومة في منطقة أرحب خلال الانتفاضة فيما عرف بقصف أرحب. يقال أنه بعض قبائل بكيل كانت جزءاً من التحالف، ولكن بعد أيام بعد تأسيس التحالف، في 3 أغسطس 2011، أعلن المؤتمر العام لقبائل بكيل «الدعم الكامل» لمقاتلي القبائل المناهضة للحكومة في أرحب.
وقد تم وصفت القبائل التي تشكل التحالف في وسائل الإعلام أنها «القبائل المؤيد للثورة»  وبالإنجليزية: (pro-revolution).

## المجالات العملية
على الرغم من أن التركيب الدقيق من القبائل في التحالف غير واضح، إلا أنه قد عرفت القبائل المناهضة للحكومة القيام بدورها النشط في محافظة صنعاء  وفي منطقة أرحب شمال العاصمة صنعاء  ، ومحافظة مأرب شرق صنعاء؛ ومحافظة تعز، لا سيما في مدينة تعز ثاني مدينة في المدن.